# Дьюла Галас
Дюла Галас (угор. Halász Gyula, 17 квітня 1881 — 10 листопада 1947, Будапешт) — угорський лінгвіст, географ, коректор та перекладач.

## Діяльність
Він отримав диплом Угорської економічної академії в 1902 році, потім навчався в Будапештському університеті між 1906 і 1909 роками, а з 1911 року був секретарем Угорського географічного товариства. Свого часу він був внутрішнім співробітником «Пешті гірлап», а з 1934 року чотири роки працював викладачем у відділі літератури Радіо. Як перекладач він перекладав твори Ореля Штейна, Свена Хедіна та Скотта, серед інших, угорською мовою. Він був засновником «Бібліотеки для подорожей», редактором колекції «Шість морів», а його переклади також з'являлися у серії «Світові мандрівники» Товариства Франкліна.

## Творчість
- Öt világrész magyar vándorai. Magyar fölfedezők Benyovszkytól napjainkig; Grill, Bp., 1936
- Édes anyanyelvünk; Nyugat, Bp., 1938
- Ungarische Entdecker; Péterffy-Tóth, Bp.–Hamburg, 1944 (Kleine Ungarnkunde)
- Világjáró magyarok. 1-2. köt.; Aquincum, Bp., 1945 (Hét világrész utazói)
- Tudd, hogy mit beszélsz!; sajtó alá rend., előszó Szűts László; Móra, Bp., 1991